# Impero mongolo

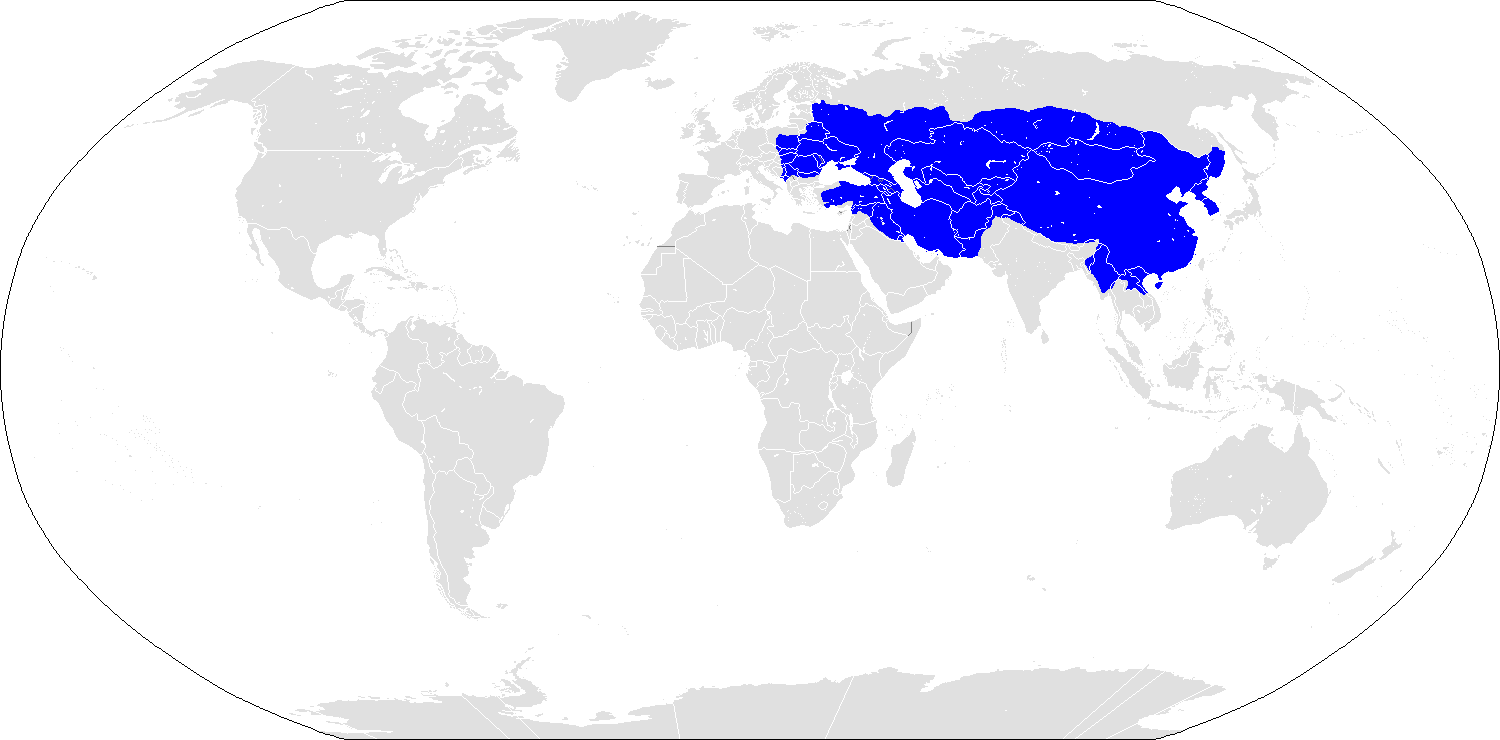
Massima estensione dell'Impero mongolo

L'Impero mongolo (in mongolo Ikh Mongol Uls, in caratteri cirillici Их Монгол Улс) (1206-1368) è stato il secondo impero più vasto della storia, coprendo, all'apice della sua estensione, 24,0 milioni di km², con una popolazione stimata intorno ai 100 milioni di persone, il 25,6% del totale mondiale. Fu inoltre il più vasto impero con totale continuità territoriale e il più vasto impero di terra, superando in questo persino l’impero britannico del 1921. Anche la sua costituzione fu eccezionale: la superficie di questo stato passò da 4,0 a 24,0 milioni di km² in soli 73 anni, crollando però in breve tempo. Fu formalmente riunito un'ultima volta nel 1309 con una superficie di 23,5 milioni di km².
L'impero mongolo fu fondato da Gengis Khan nel 1206 dopo aver unificato le tribù turco-mongole del khanato khamag e aver compiuto numerose conquiste nell'Eurasia continentale. Fu la massima potenza medievale in assoluto ed uno degli stati più vasti di tutti i tempi, che alla sua massima espansione (1279) controllava un'area che andava dalla Corea a parte della Polonia, e disponeva del più grande esercito del suo tempo. Nel periodo della sua esistenza, la Pax mongolica facilitò gli scambi culturali e i commerci tra Occidente, Medio Oriente ed Estremo Oriente tra il XIII ed il XIV secolo. L'Impero ebbe un profondissimo impatto sulla demografia e la geopolitica dell'Eurasia, e diede il via alla storia moderna di stati come Russia, Turchia, Cina, Iran e anche India.
In considerazione della grande importanza che, all'interno dell'Impero mongolo, ricoprirono le popolazioni tatare, sicuramente inferiori numericamente ma molto più evolute militarmente, oggi si parla spesso di confederazione tataro-mongola, o semplicemente di Tataro-mongoli, soprattutto in riferimento all'invasione della Rus' di Kiev e dell'Europa (durante la quale il nome stesso dei Tatari venne storpiato in Tartari, in assonanza con un nome greco dell'inferno, il Tartaro appunto).
L'Impero mongolo era dominato dal Gran Khan; tuttavia verso la fine del XIII secolo il potere era di fatto detenuto dai nobili locali. Dopo la morte di Gengis Khan, l'impero si divise in quattro parti (Khanato di Cina, Khanato di Persia o Ilkhanato, Khanato Chagatai e Khanato dell'Orda d'Oro), ognuna delle quali aveva il proprio khan.
Recenti ricerche hanno messo in evidenza come l'estensione dell'impero mongolo abbia ricadute visibili ancora oggi nel patrimonio genetico della popolazione eurasiatica. Si è calcolato che circa l'8% delle persone che vivono nei territori un tempo sottomessi ai Mongoli abbiano cromosomi Y identici: l'ipotesi più accreditata è che questo sia proprio uno dei risultati delle invasioni mongole.

## Etnografia
Prima della formazione dell'impero di Gengis Khan, con il termine "Mongoli" si indica una grande famiglia linguistica e culturale, composta da varie tribù: Merkiti, Oirati, Naimani, Keraiti, Ongoti, Tanguti, etc., e anche la tribù dei Mang-hol, che hanno dato il nome a tutto l'ethnos. I Mang-hol si allearono con i Keraiti e sconfissero, una dopo l'altra, tutte le altre tribù.
I Tatari, invece, erano una popolazione turca, che quindi non faceva parte dell'ethnos mongolo; militarmente erano molto forti. Avevano comunque una affinità linguistica con i Mongoli, dal momento che le loro lingue erano o parti di una Lega linguistica o forse discendenti da un antenato comune non attestato da alcun documento pervenutoci, cosa che per alcuni linguisti attesta l'appartenenza di entrambi i gruppi linguistici mongolico e turcico alla famiglia linguistica altaica. L'altaista Bertold Spuler, come pure il glottologo Denis Sinor, sostengono che all'origine le diverse lingue altaiche dovevano essere abbastanza simili tra loro da consentire una qualche comprensione reciproca. I Tatari, tuttavia, vivendo a stretto contatto con tribù mongole, pur essendo turchi si "mongolizzarono" nelle loro usanze. Anche le religioni erano simili, dal momento che tutti praticavano lo sciamanesimo, in particolare la forma nota come tengrismo, ancora oggi praticato in Mongolia esterna ed interna, in alcune repubbliche turche e mongole della Russia e da alcuni abitanti di Kirghizistan e Kazakistan.
Dopo l'alleanza tra i Mang-hol e i Keraiti, entrarono in gioco i Tatari. Questi erano militarmente più evoluti rispetto ai Mongoli (avevano un esercito più strutturato, un modo di combattere più incisivo, e miravano alla conquista dei territori e non solo alle scorrerie). I Tatari sottomisero così i Mang-hol e i Keraiti uniti: risultarono militarmente superiori, sbaragliando gli avversari, ma dal punto di vista tanto linguistico quanto culturale erano "una goccia in un mare mongolo", che finì per assimilarli del tutto. La loro lingua divenne così una specie di incrocio tra il turco e il mongolo. Per ricostruire questi passaggi abbiamo a disposizione una infinità di fonti scritte, in mongolo (soprattutto la Storia segreta dei Mongoli), in turco, in cinese, in coreano. Sono proprio le fonti cinesi a chiamare questo popolo con il nome che sembra più originario: Ta-ta.
I Tatari finirono così per rappresentare "il confine tra il mondo turco e quello mongolo" (Sergei Aleksandrovich Tokarev), tanto che l'etnografa Rhoda Halperin parla esplicitamente di "popolazioni turche, tatare, e mongole".

## Storia

### Gengis Khan

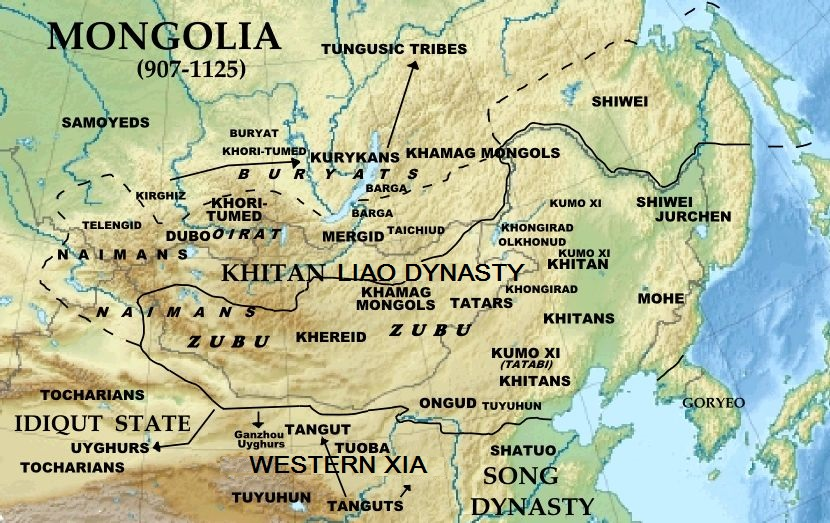
Impero mongolo tra il 907 e il 1125 d.C.

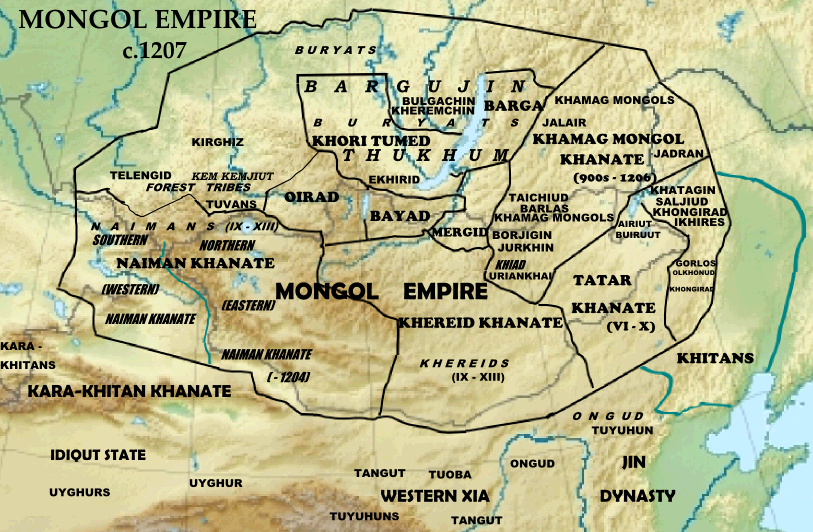
Impero mongolo nel 1207 d.C.

Il Gengiz Khan Temujin nacque nella tribù dei Mang-hol nel 1162 (a differenza delle fonti slavo-bizantine, le fonti cinesi e mongole tramandano anche le date di nascita dei sovrani).
Poiché i Tatari gli avevano avvelenato il padre e i Tai-giuti lo avevano esiliato con tutta la famiglia (appartenente al clan dei Borjigin), per poter sopravvivere Temujin strinse un'alleanza con il loro sovrano Toghril Khan. Nel 1202 Toghril e Temujin si dichiararono ufficialmente "padre e figlio"; venendo adottato dal Khan dei potenti Keraiti, in quel momento forse il capo mongolo più potente, vassallo degli imperatori Jin, Temujin acquisì la credibilità necessaria a un capo.
Nel 1206 Temujin riuscì a sottomettere del tutto le altre popolazioni mongole e anche alcune popolazioni tatare. Inferiori numericamente, ma più forti militarmente, i Tatari accettarono Temujin come interlocutore e poi come sovrano anche per un motivo religioso: gli sciamani avevano riconosciuto in lui un essere divino, mandato per sottomettere tutti i popoli del mondo. Durante un grande kuriltai (il concilio dei capi tribù), nello stesso anno, egli ottenne il titolo di Khagan, cioè "khan dei khan" di tutti i Mongoli, che sotto di lui avevano trovato un'unità nazionale. Da allora iniziò ad essere chiamato anche Gengis Khan, che significa "sovrano universale", "signore di tutti gli uomini", o anche "signore oceanico".
Dalla sua corte di Karakorum, in Mongolia, Gengis Khan stabiliva con estrema precisione le sue spedizioni militari. Le ultime popolazioni mongole furono sottomesse nella zona del fiume Amur. Ai suoi ordini militava un esercito immenso, composto di popolazioni turche e mongole (grazie all'intercomprensione linguistica). I primi ad essere mandati in avanscoperta in un nuovo territorio erano sempre dei guerrieri.
L'aspetto più straordinario della personalità di Gengis Khan fu proprio il genio in campo militare, con la sua formidabile tattica: le armate mongole, forti di arcieri a cavallo, attaccavano nel più completo silenzio, guidate solo da bandiere di diverso colore, compiendo manovre complesse in assoluta simmetria e coordinazione, il che incuteva una soprannaturale paura nel nemico.
Gengis Khan si diede poi ad organizzare i popoli che aveva conquistato, secondo un'impostazione politico-militare basata sulla mobilità e fortemente gerarchizzata: ogni tribù (ulus, che indicava anche il patrimonio collettivo) era indipendente, ma tutte erano sottomesse alla famiglia imperiale (cioè alla famiglia di Gengis Khan), il cosiddetto "casato della stirpe aurea", sacro poiché mitologicamente derivato dal Dio del cielo, Tengri, divinità suprema dei mongoli. L'impero nel suo insieme era l'ulus della famiglia imperiale. Tutti i khan offrivano fedeltà e rispetto al Gran Khan, che li sorvegliava con un rapido ed organizzato sistema di intendenti e corrieri.

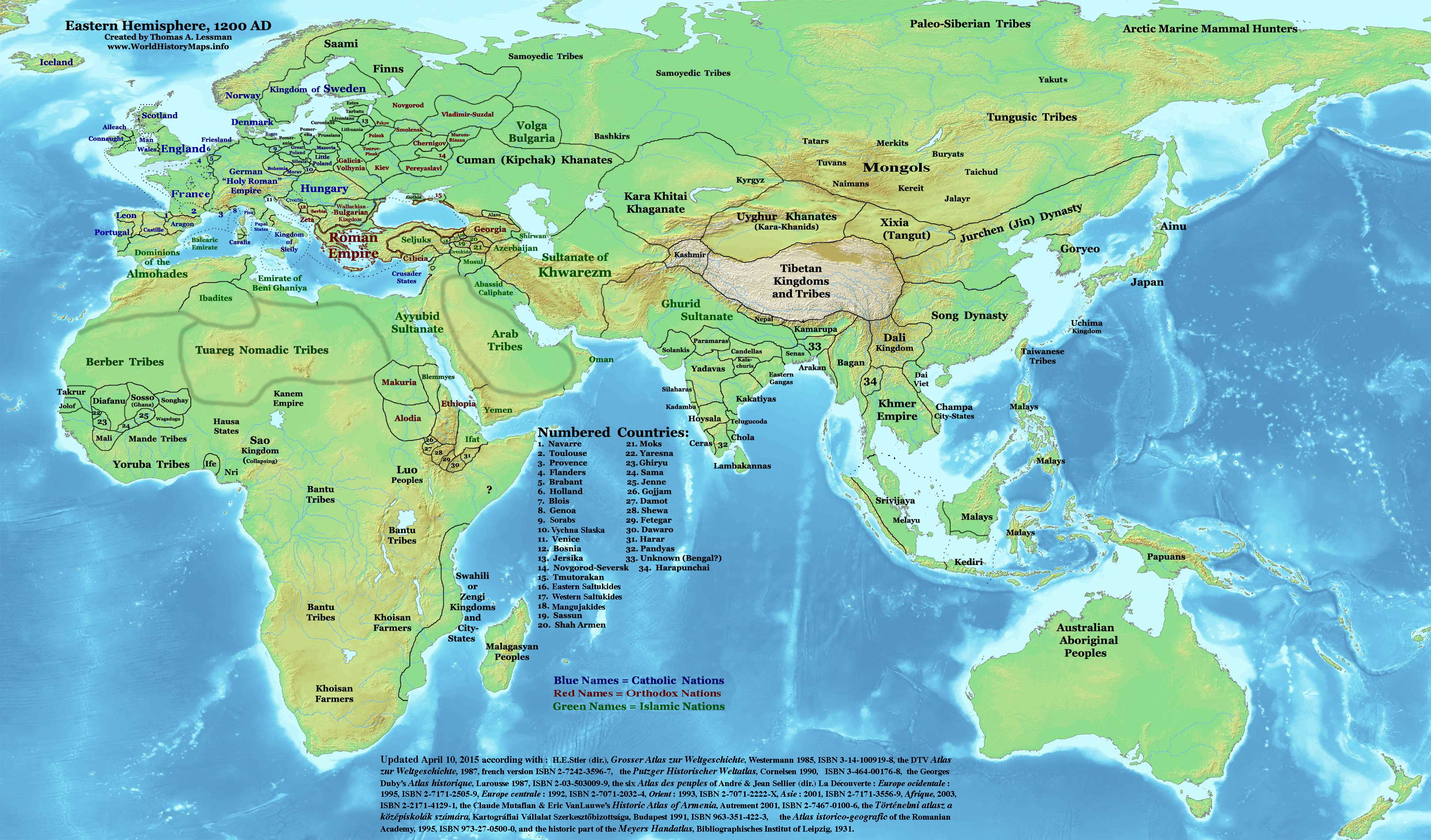
L'Eurasia prima dell'avanzata mongola

Le tribù unificate adottarono il sistema militare degli Unni, basato sul sistema decimale. L'esercito veniva suddiviso in unità di 10 (arban), 100 (zuut), 1000 (minghan) e infine 10.000 (tumen) soldati. Durante gli spostamenti i soldati portavano con sé le famiglie e tutti i cavalli, che spesso ammontavano almeno a tre o quattro per cavaliere, avendo così sempre a disposizione animali di trasporto freschi.
Un altro aspetto fondamentale dell'organizzazione militare fu l'adesione totale alla meritocrazia: gli unici criteri presi in considerazione da Gengis Khan per stabilire il grado di un ufficiale erano la sua capacità e fedeltà, mentre i tradizionali parametri di nascita e stirpe erano praticamente ignorati. Il figlio di un guardiano di bestiame, Subedei, divenne uno dei suoi comandanti più stimati.
Gengis Khan curò anche la sua fama (l'"immagine") con calcolate azioni di straordinaria ferocia nel punire i nemici o di grande magnanimità verso gli alleati. La fama di inflessibile e invincibile fu un'ottima propaganda contro i suoi avversari politici, i quali sapevano che non sottomettersi equivaleva allo sterminio.
Contemporaneamente al khurultai Genghis Khan si trovò coinvolto in una disputa con gli Xia Occidentali; fu la prima guerra del nuovo khan che, malgrado le difficoltà di conquistare le ben fortificate città degli Xia, ottenne una sostanziale vittoria, fino al punto che, quando nel 1209 venne stipulata la pace, questo popolo era praticamente ridotto ad un protettorato, tanto che il loro imperatore dovette accettare Gengis Khan come suo signore.

#### Conquista della Cina
Nel 1211 le genti mongole erano unificate, quindi Gengis Khan guardò alla Cina; questo obiettivo di maggior respiro fu scelto sia per vendicare antiche sconfitte, ma anche per conquistare le ricchezze dell'Impero celeste. Gengis Khan dichiarò guerra quell'anno e inizialmente le operazioni contro i Chin ebbero lo stesso andamento di quelle contro gli Xia. I Mongoli ottennero numerose vittorie in campo aperto ma fallirono nei loro tentativi di conquistare le principali città.
Con la mentalità che gli era tipica, logica e determinata, Gengis Khan e i suoi ufficiali superiori si dedicarono allora allo studio delle tecniche di assedio, aiutati da ingegneri cinesi disertori, fino a diventare specialisti in quel campo militare.
Come risultato delle vittorie in campo aperto e di alcune conquiste di fortificazioni, i mongoli nel 1213 si spinsero a sud della Grande Muraglia. Essi avanzarono con tre eserciti fino al cuore del territorio della Cina tra la Grande Muraglia ed il Fiume Giallo. Genghis Khan sconfisse gli eserciti cinesi, devastò il nord della Cina, conquistò numerose città ed infine, nel 1215, assediò, conquistò e saccheggiò la capitale dei Jin, Yanjing (in seguito nota come Pechino). Malgrado ciò l'imperatore Chin Xuan Zong non si arrese e spostò la capitale a Kaifeng. Qui, nel 1234 il suo successore fu definitivamente sconfitto ponendo fine alla dinastia Chin.
Nel frattempo Kuchlug, deposto khan della tribù mongola dei Naiman, era fuggito verso ovest ed aveva usurpato il trono nel khanato Kara-Khitan, il più occidentale degli alleati di Gengis Khan.
Il momento era poco favorevole per i Mongoli, per via della stanchezza dell'esercito, esausto dopo dieci anni di guerre continue, prima contro gli Xia e poi contro gli Chin. Comunque Genghis Khan inviò contro Kuchlug un brillante generale, Jebe, accompagnato solamente da due tumen (20.000 soldati). Una rivolta fomentata da agenti mongoli ridusse le forze dell'usurpatore che infine venne sconfitto, catturato e giustiziato. Il Kara-Khitan venne annesso allo Stato mongolo.

#### Conquista della Corasmia
Nel 1218 le terre controllate da Gengis Khan si estendevano verso ovest fino al lago Balkhash confinando con la Corasmia (Khwārezm), uno Stato islamico che giungeva fino al Mar Caspio, al Golfo di Persia ed al Mar Arabico. In quello stesso anno 1218 Genghis Khan inviò alcuni emissari nella provincia più orientale della Corasmia per parlamentare con il governatore di questa. Gli emissari mongoli vennero però trucidati e Genghis Khan reagì furiosamente, inviando un esercito di 200.000 soldati. La campagna che seguì fu forse una delle più sanguinose, con molte città che vennero messe a ferro e fuoco e le loro popolazioni sterminate; secondo alcune tradizioni, nella sola città di Merv venne ucciso un milione e mezzo di persone. Nel 1223 la Corasmia viene annessa ai domini mongoli, comprese città come Samarcanda e Bukhara.
Le truppe mongole si diressero poi a nord dove venne conquistato il regno della Grande Bulgaria, la cui popolazione fu deportata.

#### L'inizio della conquista della Rus' di Kiev
I Tataro-mongoli avevano ormai conquistato la Cina, la regione tibetano-himalayana, l'Asia Centrale (attuali Uzbekistan, Tagikistan, Turkmenistan, Kirghizistan e Kazakistan), la Persia, la regione del Caucaso (attuali Georgia, Armenia e Azerbaigian) e quella tra mar Nero e mar Caspio (regioni molto simili a quelle da cui i Tatari provenivano: steppe senza vegetazione).
Nel 1222 i due generali Jebe e Subedei sconfissero la popolazione turca dei Cumani-Polovcy, ma, invece di distruggerli, li assimilarono e li inclusero nell'esercito, essendo della stessa famiglia etnica. Il khan dei poloviciani, Köten, cercò rifugio presso il gran principe di Kiev, Mstislav III di Kiev, e chiese aiuto ai Russi. I principi russi, tra i quali Mstislav di Kiev, Mstislav di Galizia (genero di Köten) e Mstislav di Černigov, si riunirono a Kiev e decisero di marciare tutti insieme contro i Tataro-mongoli. Ma l'esercito russo non aveva un comando unitario, come Boris Rybakov ne spiega il motivo: se si fosse dato il comando supremo ad un principe, questo avrebbe potuto rivolgere l'esercito contro le altre città. Era dunque un tipico esercito feudale, molto scomposto, ed inoltre era perfettamente conosciuto nelle sue tattiche e negli armamenti da parte dei Tatari, che probabilmente avevano mandato delle spie.
Si giunse così alla battaglia del fiume Kalka. La fonte principale per la conoscenza di questo scontro è la Cronaca degli anni passati, ma ci sono anche le altre cronache cittadine (di Rostov, di Novgorod, di Pskov, etc.), che non sono solo cronache locali ma intendono comunque narrare la storia "di tutta la terra russa". Sull'invasione tataro-mongola, le diverse cronache sono concordi, e ci permettono di ricostruire i fatti con una certa precisione. Sta comunque di fatto che l'esercito russo venne completamente annientato, senza superstiti.
Eppure i generali vincitori sulla Kalka, Jebe e Subedei, non proseguirono verso nord, temendo di avere affrontato solo un'avanguardia e di rischiare di incontrare un altro esercito russo posto a presidio delle città e nascosto nelle foreste. I Russi, d'altra parte, non conoscevano la strategia dei Tataro-mongoli, e dunque pensavano che si trattasse solo di una scorreria, come facevano gli altri popoli della steppa. Pertanto, poco dopo, ripresero a farsi la guerra tra di loro.

#### La campagna contro i Tanguti
Nel 1226 Gengis Khan attaccò i Tanguti, accusandoli di aiutare i suoi nemici. Nel febbraio di quell'anno conquistò le città di Heisui, Gan-zhou e Su-zhou. In autunno prese Xiliang-fu. Un generale Xia sfidò i mongoli in battaglia vicino ai monti Helanshan (Helan significa grande cavallo nel dialetto del nord) ma le sue armate vennero sconfitte. In novembre Gengis Khan pose l'assedio alla città tanguta di Ling-zhou, attraversò il Fiume Giallo e sconfisse un esercito venuto in soccorso di Xia.
Nel 1227 Gengis Khan attaccò la capitale dei Tanguti ed in febbraio assunse il controllo di Lintia-fu. In marzo conquistò la prefettura di Xining e la città di Xindu-fu. In aprile conquistò la prefettura di Deshun dove il generale Xia, Ma Jianlong, resisté per giorni guidando personalmente le cariche della cavalleria fuori dalle porte della città. Ma Jianlong infine cadde trafitto da una freccia e Gengis Khan, dopo aver conquistato Deshun, si mosse verso le montagne di Liupanshan per sfuggire alla calura dell'estate.
Ferito gravemente in uno scontro coi Tanguti, nell'agosto del 1227 Gengis tentò di tornare in Mongolia, ove nel frattempo si suppose fosse morto per le fatiche sostenute in battaglia alla sua veneranda età. Inoltre, avvilito dalla febbre e fiaccato nel fisico, allentò le redini e cadde da cavallo, il che peggiorò ulteriormente la situazione. Agonizzante, rendendosi conto che la sua fine si avvicinava, il Gran Khan confermò Ögödei come suo successore (il primogenito prescelto Djuci era già morto), poi dettò dal suo letto di morte al figlio più giovane, Tolui, le istruzioni per completare la distruzione dell'impero Chin.
Dopo la sua morte, e per un paio di anni, rimase reggente ad interim Tolui (fratello di Ogodei) in attesa del concilio del Kuriltai del 1229.

#### Dissoluzione dell'Impero
Dopo la morte di Genghis Khan, l'impero, seppur non formalmente, fu diviso nelle seguenti entità territoriali:
- Gran Khanato, comprendente Karakorum e la Cina, dove regnarono Tolui e discendenti;
- Khanato dell'Orda d'Oro, dei territori Kipchak ovvero Asia centro-occidentale, costituito a sua volta dal Khanato dell'Orda Blu e dal Khanato dell'Orda Bianca, e dove regnarono i discendenti di Jochi;
- Ilkhanato, dei territori sud-occidentali, compreso l'odierno Medio Oriente;
- Khanato Chagatai, dei territori nell'Asia centrale, dove vissero l'omonimo figlio di Genghis e suoi discendenti.

### Ögödei
Come tutti i Gran Khan, Ögodei venne eletto ufficialmente dal Kuriltai, l'assemblea dell'aristocrazia mongola: già de facto condottiero dell'Impero come volevano le ultime volontà di Gengis Khan, fu eletto nel 1229, dopo quasi due anni dalla morte del padre ed una reggenza ad interim di Tolui, e il suo potere proseguì fino al 1241, data della sua morte. Inizialmente il Kuriltai aveva deciso per il fratello Tolui ma poi, quando si venne a conoscenza del testamento di Genghis Khan, intronizzò Ögödei.
A lui si deve la costruzione di un primo embrionale sistema burocratico dell'impero mongolo, la creazione dell'efficientissimo servizio postale mongolo (quello che permise a frate Giovanni da Pian del Carpine di percorrere immense distanze in pochissimo tempo) e il primo grande tentativo di invasione dell'Europa.
Ögödei radunò un esercito di 150.000 uomini (15 tumen, cioè tenebre secondo l'unità di misura mongola) e con esso invase un'Europa divisa in numerosi regni e indebolita dal contrasto tra il Papato e il Sacro Romano Impero, divisioni che rendevano l'Europa un obiettivo molto debole e appetibile.
Sotto il comando di un nipote di Gengis Khan, Batu Khan, i Mongoli comunque in breve tempo riuscirono ad arrivare dai paesi Baltici scendendo per la Polonia e la Boemia fino ai confini del Friuli, in Dalmazia ed odierna Albania, ma tutto a un tratto si fermarono e con la stessa velocità con cui erano arrivati scomparirono (seguendo una strada diversa rispetto a quella percorsa all'andata per motivi di superstizione - soprattutto frate Guglielmo di Rubruck ci parla della superstizione dei Mongoli. Anche nel viaggio di ritorno attraverso la Bulgaria mostrarono grande arte nella distruzione e nello sterminio).
L'improvvisa ritirata fu dovuta alla notizia della morte di Ögödei che richiese la presenza di tutti i principi mongoli per presiedere al nuovo Kuriltai che dopo un periodo ad interim della vedova Töregene Khatun (reggente dal 1241-1246) portò all'elezione di Güyük, figlio di Ögodei.

### Güyük
Guyuk, alla morte del padre, dopo un periodo ad interim della madre Töregene Khatun (reggente dal 1241-1246), venne eletto dal kuriltai come era d'uso tradizionalmente, ma solo grazie all'intercessione della madre. Al grande concilio intervennero regnanti, personalità e storici accorsi da tutto il "mondo conosciuto". Batu, carismatico Khan che controllava gran parte delle forze Mongole centro asiatiche ed occidentali, rifiutava fermamente questa risoluzione, reclamando il Gran Khanato. Questo portò la guerra civile alle porte. Ma mentre Batu stava ripiegando sulla Mongolia con tutte le sue Orde per affrontare colui che dal suo punto di vista era un usurpatore, Guyuk, stanziato in Cina, morì sulla via di guerra presso l'odierna Xinjiang senza mai affrontare Batu.

### Munke
Dopo la sua elezione ufficiale a Gran Khan, nel 1251, Munke si dedicò più all'espansione ad est piuttosto che alle incursioni in Europa, andando a cercare gloria in Cina. Morì l'11 agosto 1259 durante l'assedio dell'odierna Chongqing, in Cina, colpito da un proiettile sparato dall'artiglieria cinese.

### Kublai Khan
Kublai Khan, nipote di Gengis Khan, fu il primo imperatore della dinastia cinese degli Yuan.
Alla morte di Munke (1259), nell'impero mongolo si creò una situazione di ostilità tra il fratello maggiore, Arig Bek, capo delle tribù nomadi orientali, deciso a mantenere e imporre le usanze tradizionali del popolo mongolo, e gli altri due, Hülegü e Khubilai, inclini al contrario a una fusione con le popolazioni sottomesse. Essi erano figli di Tolui, il figlio minore di Genghis Khan.
Arig Bek era di stanza in Asia centrale, a Karakorum, mentre Khubilai era in Cina. Due Kuriltai vennero indetti contemporaneamente e si videro eletti due Gran Khan all'unanimità ciascuno tra i propri generali. La conseguente guerra civile toluide si concluse nel 1264 con la vittoria di Khubilai, che impose di essere riconosciuto Gran Khan dei mongoli. Catturò e ridusse in catene il fratello che due anni dopo morì in prigionia.
Tuttavia, durante questa guerra, Li, il governatore di Yizhou, si rivoltò contro il dominio mongolo. Khubilai schiacciò prontamente la ribellione, ma questo evento lo rese diffidente nei riguardi dell'etnia Han.
L'impero mongolo fu suddiviso, ma lo era già di fatto, in quattro Khanati, ciascuno governato da un khan diverso sotto la supervisione (più teorica che reale) del Gran Khan. Il khanato del Kipchak (detto anche Orda d’Oro) governava l'Asia centro-occidentale, l'Ilkhanato governava l'Asia sud-occidentale, il Khanato Chagatai governava l'Asia Centrale e il Gran khanato controllava in realtà unicamente Karakorum e la Cina. Con questa conquista fu raggiunta la massima estensione dell'Impero.

## Organizzazione

### Esercito

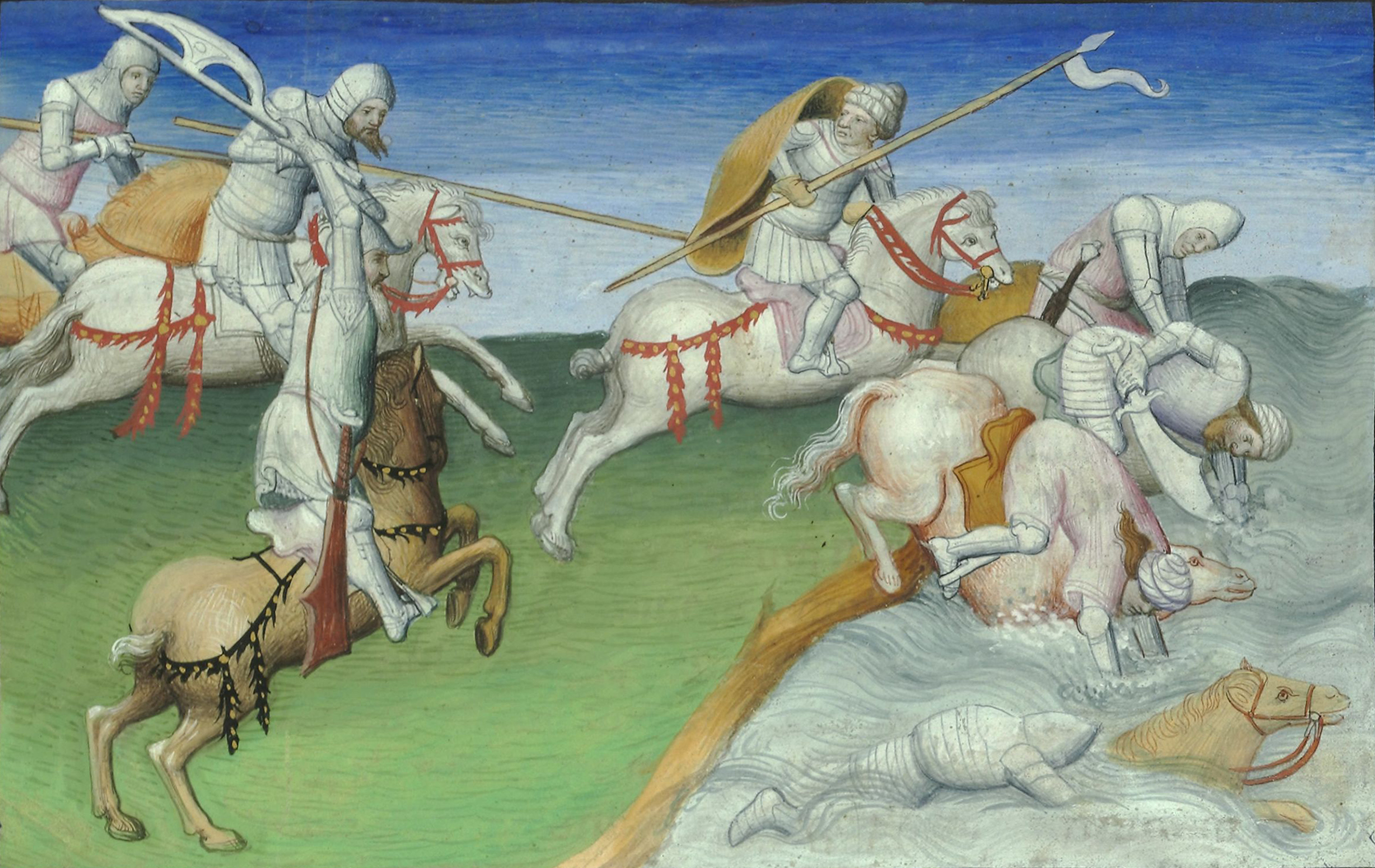
L'Orda D'Oro alla Battaglia del Terek (1262), Aitone da Corico, La Flor des Estoires d'Orien

I Tataro-mongoli avevano eserciti ingenti e bene armati, potenti e organizzati, attrezzati con i tipici cavallini mongoli (più piccoli e con zoccoli in grado di camminare per molte ore). Il fatto che l'esercito si basasse completamente sulla cavalleria aveva svantaggi e vantaggi: era un esercito quasi invincibile sul campo di battaglia, ma richiedeva immense quantità di rifornimenti, cosa non sempre facile da fornire per il sistema logistico mongolo. Contava su temibili unità di arcieri a cavallo, molto temuti a causa della loro abilità di scagliare frecce con forza e precisione.
I soldati avevano sciabole a doppio taglio, lance a due punte, archi semicircolari e frecce a tre punte, scudi di pelle rinforzati con metallo.
Per trasmettere gli ordini, funzionava ogni 40–50 km un servizio di posta.
In combattimento, i Tataro-mongoli, forti del loro numero, accerchiavano il nemico e poi lo attaccavano da ogni parte, a differenza dei Russi che avanzavano in modo compatto e cercavano lo scontro frontale. Contro i Russi, in particolare, i Tataro-mongoli fingevano di avanzare a colonna, e a un certo punto, ad un cenno preciso del comandante, fingevano di ritirarsi; l'esercito nemico li inseguiva, ma poi si ritrovava circondato.
I Tataro-mongoli avevano una riserva militare altrettanto o persino più numerosa di quella parte dell'esercito che attaccava.

### Trattamento dei popoli sconfitti
Della popolazione sconfitta, i guerrieri erano tutti massacrati sul campo (per scoraggiare altri popoli, per evitare il fastidio dei prigionieri e per poter bere il sangue dei guerrieri).
Le popolazioni civili erano utilizzate come "carne da macello", come forza d'urto contro le città della loro stessa patria. Non c'era riguardo né per vecchi, donne o bambini, né per i ministri di culto (almeno durante la fase della conquista della Rus' di Kiev; diverso fu il comportamento dei Tataro-mongoli durante la fase della dominazione). Le città erano bruciate, nobili e mercanti erano sterminati, artigiani e schiavi erano inseriti nell'esercito, tranne alcuni artigiani che potevano essere utili in altro modo, e per questo venivano deportati in Mongolia. Per questo motivo, dopo la conquista tataro-mongola cessarono molte attività artigianali nella Rus'.
Le trattative diplomatiche miravano solo a guadagnare tempo e a studiare i piani degli avversari.

### Religione
I Mongoli rimasero fedeli alle vecchie credenze sciamaniche e animiste, ma si dimostrarono comunque tolleranti verso le altre religioni praticate nel loro vasto impero: Buddhismo, Taoismo, Islam, Manicheismo, Giudaismo, Cristianesimo nestoriano o cattolico. Più che di "tolleranza" è comunque più pertinente parlare di visione sincretica, simile a quella degli antichi romani nella tarda antichità, con i capi mongoli, seguendo l'esempio dello stesso Gengis Khan, che avevano una visione magico-propiziatoria di ogni culto, cercando di sfruttare per ciascuno le "forze" elementari che via via avrebbero potuto aiutarli. Alla corte imperiale vi erano sacerdoti che recitavano liturgie in quasi tutti i culti conosciuti.
Lo storico inglese Steven Runciman in Storia delle Crociate afferma che quasi tutti i capitribù mongoli fossero nestoriani, rivalutando dunque in un'ottica differente lo scontro fra il popolo delle steppe ed i popoli iranici nel XIII secolo.
Gengis Khan, sebbene nato in una tribù cristiano-nestoriana, era personalmente attratto dal taoismo, una religione/filosofia cosmica cinese che prometteva l'immortalità.

## Conseguenze

### Bilancio delle vittime
A causa della mancanza di documenti contemporanei, le stime della violenza associata alle conquiste mongole variano notevolmente. Escludendo la mortalità per la Peste nera in Europa, Asia occidentale o Cina è possibile che, tra il 1206 e il 1405, siano state uccise tra 20 e 57 milioni di persone durante le varie campagne di Genghis Khan, Kublai Khan e Timur. Il bilancio include battaglie, assedi, la prima guerra biologica e i massacri.

### Pax mongolica
L'impero mongolo era sottoposto a un rigido assolutismo, le tasse erano pesanti e qualunque ribellione era punita con brutali repressioni. La pax mongolica tanto brutalmente imposta ebbe però anche conseguenze positive: la Via della seta, per esempio, fu riaperta sotto la protezione imperiale, e in generale i traffici, nell'ordine imposto duramente dai Mongoli, fiorirono. Per gli europei i prezzi delle mercanzie asiatiche calarono, e la loro conoscenza del mondo (grazie ai viaggiatori che si recarono nell'impero, come Marco Polo, Giovanni da Pian del Carpine e Guglielmo di Rubruck) migliorò enormemente.